# Andrej Kirilenko (basketballer)
Andrej Gennadijevitsj Kirilenko (Russisch: Андрей Геннадьевич Кириленко) (Izjevsk, 18 februari 1981) is een Russisch-Amerikaans basketballer. Hij tekende in februari 2015 bij CSKA Moskou.

## Carrière
Kirilenko begon op zijn tiende met het spelen van georganiseerd basketbal en op zijn vijftiende met professioneel basketbal in de Russische superliga. Op 10 juni 1999 werd hij op achttienjarige leeftijd gerekruteerd voor de NBA, waarmee hij de jongste Europeaan ooit was die bij de NBA kwam en de eerste Rus. De twee seizoenen erop bleef hij bij CSKA Moskou.
Op de Olympische Zomerspelen 2000 speelde Kirilenko mee met het Russisch nationaal basketbalteam, dat als achtste eindigde. In 2003 werd hij leider van de Utah Jazz nadat John Stockton met pensioen ging. In het seizoen 2004-2005 liep Kirilenko een gebroken pols op in een duel met de Washington Wizards. Tijdens de spelersstaking in 2011 ging Kirilenko spelen voor zijn oude club CSKA Moskou. Met die club werd hij landskampioen en verloor hij de finale om de EuroLeague Men. In 2012 tekende hij een contract bij de Minnesota Timberwolves in de NBA. Op de Olympische Zomerspelen 2012 behaalde Kirilenko met Rusland brons. In 2015 stopte Kirilenko met basketbal.
Kirilenko's bijnaam is AK47. AK zijn de letters van zijn voor- en achternaam en 47 is het nummer dat hij heeft in Amerika.

## Privé
Kirilenko is getrouwd met de Russische zangeres Masha Kirilenko. Zij is de dochter van voormalig basketballer Andrej Lopatov.

## Prijzen
- Landskampioen Rusland: 1999, 2000, 2012, 2015
- VTB United League: 2012, 2015
- Olympische Spelen: Brons 2012
- NBA All-Star: 2004
- NBA All-Defensive Team:
  - Eerste Team: 2006
  - Tweede Team: 2004, 2005
- NBA All-Rookie First Team: 2002